# Italiens Grand Prix 2013
Italiens Grand Prix 2013, officiellt 2013 Formula 1 Gran Premio d'Italia, var en Formel 1-tävling som hölls den 8 september 2013 på Autodromo Nazionale Monza i Monza, Italien. Det var den tolfte tävlingen av Formel 1-säsongen 2013 och kördes över 53 varv. Vinnare av loppet blev Sebastian Vettel för Red Bull, tvåa blev Fernando Alonso för Ferrari och trea blev Mark Webber för Red Bull.

## Kvalet
| KR. | Nr | Förare              | Konstruktör          | Q1       | Q2       | Q3       | Grid |
| --- | -- | ------------------- | -------------------- | -------- | -------- | -------- | ---- |
| 1   | 1  | Sebastian Vettel    | Red Bull-Renault     | 1.24,319 | 1.23,977 | 1.23,755 | 1    |
| 2   | 2  | Mark Webber         | Red Bull-Renault     | 1.24,923 | 1.24,263 | 1.23,968 | 2    |
| 3   | 11 | Nico Hülkenberg     | Sauber-Ferrari       | 1.24,776 | 1.24,305 | 1.24,065 | 3    |
| 4   | 4  | Felipe Massa        | Ferrari              | 1.24,950 | 1.24,479 | 1.24,132 | 4    |
| 5   | 3  | Fernando Alonso     | Ferrari              | 1.24,661 | 1.24,227 | 1.24,142 | 5    |
| 6   | 9  | Nico Rosberg        | Mercedes             | 1.24,527 | 1.24,393 | 1.24,192 | 6    |
| 7   | 19 | Daniel Ricciardo    | Toro Rosso-Ferrari   | 1.24,655 | 1.24,290 | 1.24,209 | 7    |
| 8   | 6  | Sergio Pérez        | McLaren-Mercedes     | 1.24,635 | 1.24,592 | 1.24,502 | 8    |
| 9   | 5  | Jenson Button       | McLaren-Mercedes     | 1.24,739 | 1.24,563 | 1.24,515 | 9    |
| 10  | 18 | Jean-Éric Vergne    | Toro Rosso-Ferrari   | 1.24,630 | 1.24,575 | 1.28,050 | 10   |
| 11  | 7  | Kimi Räikkönen      | Lotus-Renault        | 1.24,819 | 1.24,610 |          | 11   |
| 12  | 10 | Lewis Hamilton      | Mercedes             | 1.24,589 | 1.24,803 |          | 12   |
| 13  | 8  | Romain Grosjean     | Lotus-Renault        | 1.24,737 | 1.24,848 |          | 13   |
| 14  | 15 | Adrian Sutil        | Force India-Mercedes | 1.25,030 | 1.24,932 |          | 171  |
| 15  | 16 | Pastor Maldonado    | Williams-Renault     | 1.24,905 | 1.25,011 |          | 14   |
| 16  | 14 | Paul di Resta       | Force India-Mercedes | 1.25,009 | 1.25,077 |          | 15   |
| 17  | 12 | Esteban Gutiérrez   | Sauber-Ferrari       | 1.25,226 |          |          | 16   |
| 18  | 17 | Valtteri Bottas     | Williams-Renault     | 1.25,291 |          |          | 18   |
| 19  | 21 | Giedo van der Garde | Caterham-Renault     | 1.26,406 |          |          | 19   |
| 20  | 20 | Charles Pic         | Caterham-Renault     | 1.26,563 |          |          | 20   |
| 21  | 22 | Jules Bianchi       | Marussia-Cosworth    | 1.27,085 |          |          | 21   |
| 22  | 23 | Max Chilton         | Marussia-Cosworth    | 1.27,480 |          |          | 22   |

| Vidare från första kvalrundan ▬▬ Vidare från andra kvalrundan ▬▬ |

Noteringar:
- ^1  — Adrian Sutil fick tre platsers nedflyttning för att ha hindrat Lewis Hamilton under kvalet.[1]

## Loppet
| Pos. | Nr | Förare              | Konstruktör          | Varv | Tid          | Grid | P  |
| ---- | -- | ------------------- | -------------------- | ---- | ------------ | ---- | -- |
| 1    | 1  | Sebastian Vettel    | Red Bull-Renault     | 53   | 1:18.33,352  | 1    | 25 |
| 2    | 3  | Fernando Alonso     | Ferrari              | 53   | +5,467       | 5    | 18 |
| 3    | 2  | Mark Webber         | Red Bull-Renault     | 53   | +6,350       | 2    | 15 |
| 4    | 4  | Felipe Massa        | Ferrari              | 53   | +9,361       | 4    | 12 |
| 5    | 11 | Nico Hülkenberg     | Sauber-Ferrari       | 53   | +10,355      | 3    | 10 |
| 6    | 9  | Nico Rosberg        | Mercedes             | 53   | +10,999      | 6    | 8  |
| 7    | 19 | Daniel Ricciardo    | Toro Rosso-Ferrari   | 53   | +32,329      | 7    | 6  |
| 8    | 8  | Romain Grosjean     | Lotus-Renault        | 53   | +33,130      | 13   | 4  |
| 9    | 10 | Lewis Hamilton      | Mercedes             | 53   | +33,527      | 12   | 2  |
| 10   | 5  | Jenson Button       | McLaren-Mercedes     | 53   | +38,327      | 9    | 1  |
| 11   | 7  | Kimi Räikkönen      | Lotus-Renault        | 53   | +38,695      | 11   |    |
| 12   | 6  | Sergio Pérez        | McLaren-Mercedes     | 53   | +39,765      | 8    |    |
| 13   | 12 | Esteban Gutiérrez   | Sauber-Ferrari       | 53   | +40,880      | 16   |    |
| 14   | 16 | Pastor Maldonado    | Williams-Renault     | 53   | +49,085      | 14   |    |
| 15   | 17 | Valtteri Bottas     | Williams-Renault     | 53   | +56,827      | 18   |    |
| 16   | 15 | Adrian Sutil        | Force India-Mercedes | 52   | Bromsar      | 17   |    |
| 17   | 20 | Charles Pic         | Caterham-Renault     | 52   | +1 varv      | 20   |    |
| 18   | 21 | Giedo van der Garde | Caterham-Renault     | 52   | +1 varv      | 19   |    |
| 19   | 22 | Jules Bianchi       | Marussia-Cosworth    | 52   | +1 varv      | 21   |    |
| 20   | 23 | Max Chilton         | Marussia-Cosworth    | 52   | +1 varv      | 22   |    |
| Ret  | 18 | Jean-Éric Vergne    | Toro Rosso-Ferrari   | 14   | Transmission | 10   |    |
| Ret  | 14 | Paul di Resta       | Force India–Mercedes | 0    | Kollision    | 15   |    |

| Förare och stall som tog poäng ▬▬ |

## Ställning efter loppet
|   | Pos. | Förare           | Poäng |
| - | ---- | ---------------- | ----- |
| ▬ | 1    | Sebastian Vettel | 222   |
| ▬ | 2    | Fernando Alonso  | 169   |
| ▬ | 3    | Lewis Hamilton   | 141   |
| ▬ | 4    | Kimi Räikkönen   | 134   |
| ▬ | 5    | Mark Webber      | 130   |

|     | Pos. | Konstruktör      | Poäng |
| --- | ---- | ---------------- | ----- |
| ▬   | 1    | Red Bull-Renault | 352   |
| ▲ 1 | 2    | Ferrari          | 248   |
| ▼ 1 | 3    | Mercedes         | 245   |
| ▬   | 4    | Lotus-Renault    | 191   |
| ▬   | 5    | McLaren-Mercedes | 66    |

- Notering: Endast de fem bästa placeringarna i vardera mästerskap finns med på listorna.